# Darkest White
Darkest White es el séptimo y último álbum de estudio de la banda gótica noruega Tristania, editado bajo la etiqueta Napalm Records. Su fecha oficial de lanzamiento fue el 31 de mayo de 2013 en Europa y el 11 de junio en el resto del mundo. El disco fue publicado en formato de CD tradicional y de digipack, que incluye el bonus track "Cathedral".
Es el primer disco que la banda publica en casi tres años y el segundo consecutivo con la italiana Mariangela Demurtas y Kjetil Nordhus en las voces principales.
El diseño de la cubierta fue creado por el artista gráfico británico Eliran Kantor, conocido por su trabajo con portadas de otras bandas metaleras. Tristania quería una cubierta oscura e inquietante y Kantor logró incorporar este estilo en cuanto conoció la música y las letras del álbum.

## Concepto musical
Con Darkest White, Tristania se adentra en un paisaje sonoro mucho más oscuro y agresivo que en su anterior álbum Rubicon (2010), tanto musical como líricamente. De igual forma, la variedad emocional del álbum es más amplia, abarca desde la agresión primitiva más brutal hasta los momentos más frágiles y conmovedores.
Este disco presenta un estilo musical mucho más familiar que lo que hizo Tristania en Illumination (2007) y muy especialmente en Ashes (2005), pero muy lejos del concepto sinfónico de los primeros años. Esto se evidencia en temas lentos y ciertamente más melancólicos, pero con un aire más tétrico y crudo que el presentado en el disco anterior.
En su estructura compositiva, en términos generales, posee canciones más breves y sencillas de lo usual, sin llegar a repetir el mismo modelo en ninguno de los casos, e incluso logrando cierta diversidad a través de este esquema. El uso de la ambientación de los teclados se reduce al mínimo en este álbum (con algunas excepciones), lo que refuerza mucho su crudeza sonora.
A diferencia de lo que muchos especulaban, el apartado vocal se divide de manera muy equitativa entre voces ásperas y la voz melódica de Mariangela Demurtas. Por primera vez, Østen Bergøy no participó con su voz en un álbum de Tristania, por lo que su papel lo asumió íntegramente Kjetil Nordhus y en ciertas canciones, se contó la colaboración de Ole Vistnes. Como complemento, la voz gutural de Anders H. Hidle asume un mayor protagonismo para este trabajo.

## Grabación
Los demos que dieron origen a la versión final de las canciones de Darkest White se produjeron entre junio y septiembre de 2012. Poco después, reajustaron las canciones por sí solos, en un estudio improvisado en el apartamento del bajista Ole Vistnes, entre septiembre y diciembre de 2012. En enero de 2013, la banda contrató al productor Christer-André Cederberg para la realización del álbum.
Todas las voces principales de Nordhus, Demurtas y Vistnes fueron registradas por Cederberg en su estudio personal en Grünerløkka, Oslo. Las voces extremas de Anders H. Hidle y otras armonías de respaldo, así como toda la instrumentación, se registraron en el estudio independiente Tanken, en las afueras de la capital noruega, un par de semanas más tarde. Lograron acabarlo en menos de un mes, siendo el período de grabación más corto de Tristania hasta la fecha. En esta ocasión, no consideraron necesario utilizar músicos de estudio adicionales.
A principios de abril de 2013, Tristania publicó la lista oficial de canciones de Darkest White, aunque sin que se conocieran inicialmente los créditos de las mismas. En junio, se reveló que el único compositor de las letras es el baterista Tarald Lie Jr. y la música fue acreditada a toda la banda como tal.

## Recepción crítica
Darkest White fue bien acogido por la crítica y los fanes. Fue considerado como el "verdadero regreso" de la banda, luego de la salida de la vocalista Vibeke Stene en 2007, en contraposición con el tibio recibimiento de su antecesor.
Sputnikmusic declaró que con Darkest White "realmente se han superado a sí mismos", aún "siendo la misma banda que lanzó Rubicon". En Metal Storm, el álbum fue elogiado por su "exploración de la oscuridad, la belleza desolada" de un modo llamado "hilo emocional".  Otro aspecto que fue bien recibido fue la "perfección lograda" con el estilo de tres vocalistas impulsados en todo el álbum, con las voces guturales de Anders H. Hidle, la voz limpia de  Kjetil Nordhus y la voz femenina de  Mariangela Demurtas. La combinación de estos tres cantantes se considera "inteligente" y "diligente".

## Lista de canciones
| N.º | Título                            | Letras         | Música    | Duración |  |
| 1.  | «Number»                          | Tarald Lie Jr. | Tristania | 4:45     |  |
| 2.  | «Darkest White»                   | Tarald Lie Jr. | Tristania | 3:25     |  |
| 3.  | «Himmelfall»                      | Tarald Lie Jr. | Tristania | 5:47     |  |
| 4.  | «Requiem»                         | Tarald Lie Jr. | Tristania | 5:29     |  |
| 5.  | «Diagnosis»                       | Tarald Lie Jr. | Tristania | 5:02     |  |
| 6.  | «Scarling»                        | Tarald Lie Jr. | Tristania | 5:18     |  |
| 7.  | «Night on Earth»                  | Tarald Lie Jr. | Tristania | 3:36     |  |
| 8.  | «Cathedral» (Digipak Bonus Track) | Tarald Lie Jr. | Tristania | 3:31     |  |
| 9.  | «Lavender»                        | Tarald Lie Jr. | Tristania | 5:11     |  |
| 10. | «Cypher»                          | Tarald Lie Jr. | Tristania | 5:43     |  |
| 11. | «Arteries»                        | Tarald Lie Jr. | Tristania | 4:11     |  |

## Créditos

### Tristania
- Mariangela Demurtas - Voz
- Kjetil Nordhus - Voz
- Anders Høvyvik Hidle - Guitarra, voz gutural
- Gyri Smørdal Losnegaard - Guitarra
- Ole Vistnes - Bajo, voz
- Einar Moen - Teclados y programación*
- Tarald Lie Jr. - Batería

Músicos de sesión
- Einar Moen figura como el tecladista de la banda en el folleto; sin embargo, a Bernt Moen se le atribuye el haber tocado el sintetizador en este álbum.

### Producción e ingeniería
- Producido y mezclado por Christer André Cederberg en Grünerløkka, Oslo, Noruega.
- Ingeniero de sonido: Fredrik Wallumrød
- Grabación en los estudios Tanken de Oslo.
- Arte de cubierta por Eliran Kantor

## Listados
| Listado (2013)                 | Máxima posición |
| ------------------------------ | --------------- |
| Belgian Albums Chart (Valonia) | 154             |